# Ювелир (фильм)
«Ювелир» (англ. The Cutter; прокатное название — «Тени прошлого») — американский боевик 2005 года с Чаком Норрисом в главной роли.

## Сюжет
Много лет назад ювелир Айзек Теллер сидел в немецком концлагере. В обмен на жизнь он должен был огранять алмазы Третьего рейха. После окончания войны и выхода из плена, Айзек разработал собственную уникальную систему огранки. Но внезапно в его спокойной жизни появляется тень прошлого — нацистский полковник, контролировавший огранку для Гитлера в лагере. Он посылает наёмного убийцу Дирка выкрасть племянницу Айзека Элизабет, чтобы снова заставить его работать на себя. Но в дело неожиданно вмешивается частный детектив Джон Шеферд.

## В ролях
- Чак Норрис — Джон Шеферд
- Джоанна Пакула — Элизабет Теллер
- Дэниэл Бернхардт — Дирк
- Эли Данкер — профессор Абрамс
- Берни Копелл — Айзек Теллер
- Тодд Дженсен — Паркс
- Маршалл Тиг — Мур
- Трэйси Скоггинс — Алёна
- Курт Лоуэнс — полковник Спирман
- Дерон МакБи — Алекс
- Дин Кокран — Эдди
- Марк Иванир — доктор Джозеф
- Аарон Норрис — Тони
- Эльза Рейвен — миссис Роузен
- Эли Данкер — Абрамс, профессор
- Тарри Маркелл — Рейчел
- Симона Левин — Мэри
- Уондер Расселл — Рут Мюллер
- Шэйди Двайт — Карим

## Производство
Съёмки проходили в Спокане, штат Вашингтон.